# Louis Sauvé
Louis Sauvé est un jockey, driver, entraîneur, propriétaire et éleveur français de chevaux de courses au trot, né le 30 mai 1934 à Bacilly, dans le département de la Manche et mort le 4 janvier 2024 à Avranches, dans le même département.

## Biographie
Louis Sauvé nait le 30 mai 1934 à Bacilly, dans le département de la Manche. Son père, agriculteur, possède quelques trotteurs. Louis Sauvé commence à disputer des courses locales à l'âge de 12 ans, obtient sa licence d'apprenti à 14 ans et passe quelques années plus tard professionnel.
À la fin des années 1950, il est propriétaire et entraineur de bon chevaux qu'il pilote en course, au monté ou à l'attelé, tels Jongleuse, Ledollar, Montcalm D ou Natacha VII et on lui en confie d'autres comme Haut Médoc LB ou Kueen Charmeuse avec lesquels il remporte quelques semi-classiques. Ledollar lui permet de gagner son premier Prix de Cornulier en 1960.
Lorsque Georges Dreux achète Quérido II à Camille Olry-Roederer, il en confie le sulky à Louis Sauvé, ce qui lui permet de remporter son deuxième Cornulier en 1967. Mais c'est Henri Levesque qui lui offrira la plus belle récompense de sa carrière en lui confiant les rênes d'Upsalin avec lequel il remporte le prix du Président de la République, le Critérium des 4 ans, le Critérium des 5 ans et surtout le Prix d'Amérique en 1969 en battant les favoris Roquépine, Une de Mai et Toscan.
Avec à nouveau Georges Dreux, il gagne deux autres Cornulier en 1977 et 1979 avec Fanacques. Il entre en 1983 au comité du Cheval français.
Il s'oriente alors davantage vers l'élevage et transmet ses activités de course à sa fille Josiane.
Il meurt le 4 janvier 2024 à l'âge de 89 ans d'une infection pulmonaire, à Avranches. Il a quatre filles.